# 国際連合安全保障理事会決議1284
国際連合安全保障理事会決議1284（こくさいれんごうあんぜんほしょうりじかいけつぎ1284、英: United Nations Security Council Resolution 1284）は、1999年12月17日に国際連合安全保障理事会で採択されたイラク情勢に関する決議。略称はUNSCR1284。

## 概要
国連安保理決議1284は、イラクの武装解除問題に関する決議で、条件付きで経済制裁の一時停止を盛り込むとともに国連大量破壊兵器廃棄特別委員会(UNSCOM)に代わり国連監視検証査察委員会（UNMOVIC）の設置を決定するもの。
決議は賛成11：反対0：棄権4（中国、フランス、マレーシア、ロシア）で採択された。

## 主な内容
- UNSCOMに代わり、UNMOVICの設立を決定（但し核兵器関連の査察についてはIAEAが引き続き担当）
- UNMOVICは4ヶ月毎に安保理に報告を行うことを決定
- イラクに、UNMOVICと国際原子力機関(IAEA)による兵器査察を受け入れる義務があることを再強調
- イラクが即時かつ全面的な協力をした場合に限り経済制裁を一時停止することを決定
- 制裁停止の延期の可否は120日毎に判断すると決定
- イラクによる協力の欠如や禁止武器の入手などがあった場合、特別な決定がなされない限り5日後に制裁を再開することを決定
- イラクに、人道的援助、地雷除去などの活動に対し協力する義務があることを再確認
- イラクに、UNMOVICのイラク政府当局者および施設への即時、無条件かつ無制限のアクセスを許可することを義務付け
- イラクに、湾岸戦争の捕虜を帰還させる確約の実行を要求
- イラクに、国民への人道物資および医療物資の配給、イラク国民のニーズに無差別に対処する義務があることを再確認